# نيو باسكت برينديزي
نيو باسكت برينديزي (بالإنجليزية: New Basket Brindisi)‏ هو فريق كرة سلة إيطالي تأسس في 1992 يقع في برينديزي، إيطاليا. يلعب في ليغا باسكيت الدرجة الأولى.

## وصلات خارجية
- الموقع الإلكتروني